# Vadelaincourt
Vadelaincourt é uma comuna francesa na região administrativa de Grande Leste, no departamento de Meuse. Estende-se por uma área de 5,44 km². Em 2010 a comuna tinha 78 habitantes (densidade: 14,3 hab./km²).